# Eparchia di Novokuzneck

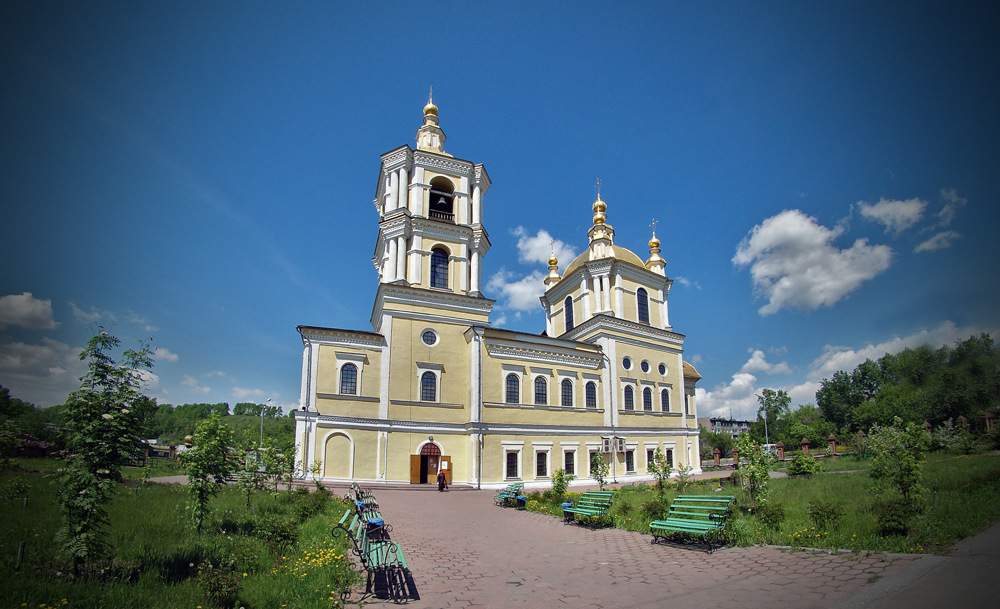
La cattedrale della Trasfigurazione di Novokuzneck.

L'eparchia di Novokuzneck (in russo Новокузнецкая епархия?) è una diocesi della Chiesa ortodossa russa, appartenente alla metropolia del Kuzbass.

## Territorio
L'eparchia comprende le città di Novokuzneck, Meždurečensk, Myski, Kaltan e Osinniki e i rajon Novokuzneckij e Taštagol'skij nella oblast' di Kemerovo nel circondario federale della Siberia.
Sede eparchiale è la città di Novokuzneck, dove si trova la cattedrale della Trasfigurazione.
L'eparca ha il titolo ufficiale di «eparca di Novokuzneck e di Taštagol».

## Storia
L'eparchia è stata eretta dal Santo Sinodo della Chiesa ortodossa russa il 26 luglio 2012, ricavandone il territorio dall'eparchia di Kemerovo.